# سوجی و ووری
سوجی و ووری (انگلیسی: Suji & Uri; کره‌ای: 수지맞은 우리) یک مجموعه تلویزیونی محصول کره جنوبی با بازی هام اون جونگ، بک سونگ هیون، اوه هیون کیونگ، کانگ بیول و شین جونگ یون است. این مجموعه از ۲۵ مارس ۲۰۲۴، روزهای دوشنبه تا جمعه ساعت ۲۰:۳۰ (کی‌اس‌تی) از کی‌بی‌اس۱ پخش شد.

## بازیگران

### اصلی
- هام اون جونگ در نقش جین سو جی[۳]
- بک سونگ هیون در نقش چه وو ری[۳]
- اوه هیون کیونگ در نقش اوه سون یونگ[۳]
- کانگ بیول در نقش جین نا یونگ[۳]
- شین جونگ یون در نقش هان هیون سونگ[۳]